# Libero Ferrario
Libero Ferrario (ur. 24 czerwca 1901 w Parabiago, zm. 14 lutego 1930 tamże) – włoski kolarz szosowy, złoty medalista mistrzostw świata.

## Kariera
Największy sukces w karierze Libero Ferrario osiągnął w 1923 roku, kiedy zdobył złoty medal w wyścigu ze startu wspólnego amatorów podczas mistrzostw świata w Zurychu. W zawodach tych wyprzedził bezpośrednio dwóch Szwajcarów: Othmara Eichenbergera oraz Georges'a Antenena. Był to jednak jedyny medal wywalczony przez Ferrario na międzynarodowej imprezie tej rangi. W tej samej konkurencji był także czwarty na rozgrywanych rok później mistrzostwach świata w Paryżu, gdzie walkę o podium przegrał z Francuzem Armandem Blanchonnetem. Ponadto w latach 1922-1923 wygrywał Coppa Bernocchi, w 1923 roku wygrał Piccolo Giro di Lombardia, a rok później był najlepszy w Tre Valli Varesine. W 1926 roku był drugi w jednym z etapów Giro d'Italia, ale całego wyścigu nie ukończył. Nigdy nie wystąpił na igrzyskach olimpijskich. Jako zawodowiec startował w 1924 roku.
Zmarł 14 lutego 1930 roku na gruźlicę.

## Najważniejsze zwycięstwa i sukcesy
- 1. Coppa Bernocchi (1922)
- 1. Coppa Bernocchi, mistrzostwo świata amatorów w wyścigu ze startu wspólnego (1923)
- 1. Tre Valli Varesine (1924)
- drugi na 9. etapie Giro d'Italia (1924)